# Карла Маркса (Динской район)
Карла Маркса — хутор в Динском районе Краснодарского края России. Входит в состав Новотитаровского сельского поселения.

## Население
| 2002 | 2010  |
| ---- | ----- |
| 1178 | ↗1714 |

## Транспорт
В хуторе 13 автобусных остановок.